# Нейдинг, Иван Иванович
Иван Иванович Нейдинг (1838—1904) — российский врач, профессор Московского университета, декан медицинского факультета Московского университета (1894—1904).

## Биография
Родился в семье преподавателя московской консерватории, приехавшего в Россию из Баварии, и дочери русского купца.
Иван Иванович Нейдинг окончил 2-ю Московскую гимназию (1855) и медицинский факультет Московского университета (1860) с отличием в звании лекаря.
С 1861 по 1879 годы работал в Полицейской больнице. В 1864 году был принят в Московский университет по рекомендации профессора Д. Е. Мина в качестве сверхштатного прозектора для проведения практических занятий по судебной медицине. В феврале 1865 года защитил диссертацию «Об атеромазии артерий» на степень доктора медицины и в том же году стал ассистентом на кафедре судебной медицины Московского университета; в мае 1867 года был переведён на должность помощника прозектора той же кафедры; с июня 1869 года — прозектор.
В 1867 и 1870 годах И. И. Нейдинг побывал в заграничных командировках, посещая клиники и судебно-медицинские лаборатории крупнейших городов Австрии и Германии. Последняя командировка была прервана в связи с начавшейся Франко-прусской войной.
Доцент (с 1878), экстраординарный профессор (с конца декабря 1879), ординарный профессор (с октября 1889), заслуженный профессор Московского университета (1894). На медицинском факультете с 1876 года читал лекции по судебной медицине, вёл практические занятия по этой дисциплине. Бессменный секретарь Совета факультета (1885—1904), член всех испытательных комиссий медицинского факультета (1890—1903).
С 15 марта 1884 года — действительный статский советник. Был награждён орденами Св. Станислава 1-й ст. (1893), Св. Анны 2-й ст. (1882), Св. Владимира 3-й ст. (1889).
Нейдинг неоднократно выступал в качестве судебно-медицинского эксперта на многих громких судебных процессах (1860—1870 гг. количество.). Служил прозектором в Басманной больницы, где производил большое количество паталого-анатомических и судебно-медицинских вскрытий, определяя причины смерти.

«Помню, как-то я зашел в анатомический театр к профессору И. И. Нейдингу и застал его читающим лекцию студентам. На столе лежал труп, поднятый на Хитровом рынке. Осмотрев труп, И. И. Нейдинг сказал:
— Признаков насильственной смерти нет. Вдруг из толпы студентов вышел старый сторож при анатомическом театре, знаменитый Волков, нередко помогавший студентам препарировать, что он делал замечательно умело.
— Иван Иванович, — сказал он, — что вы, признаков нет! Посмотрите-ка, ему в „лигаментум-нухе“ насыпали! — Повернул труп и указал перелом шейного позвонка. — Нет уж, Иван Иванович, не было случая, чтобы с Хитровки присылали не убитых.»— Гиляровский В. А. Москва и москвичи
 Член Московского физико-медицинского общества и Московского юридического общества при Московском университете, бессменный председатель Московского медико-фармацевтического попечительства, был в числе учредителей Общества русских врачей и на 2-м, 4-м и 8-м съездах общества возглавлял работу секции судебной медицины. На 12-м Международном съезде врачей в Австрии И. И. Нейдинг входил в состав исполнительного комитета, по поручению комитета написал исследование о медицинских обществах в России (1897).
Умер 7 (20) сентября 1904 года от рака гортани.
Своей семьи не имел. Его сестра Варвара Ивановна Нейдинг вышла замуж за польского дворянина, подполковника Идзяковского Михаила Сигизмундовича, служившего в российской царской армии. Их внук Апалёв Евгений Михайлович окончил Ленинградский ветеринарный институт в 1933 г., был репрессирован вместе с отцом (также ветеринарным врачом) Апалёвым Михаилом Александровичем в 1938 году и впоследствии реабилитирован.

## Труды
- Об атеромазии артерий. — М.: тип. В. Готье, 1864. — 86 с.
- О некоторых особенностях судебно-медицинского исследования трупов // Московские университетские известия. — 1870. — № 2.
- Медицинские общества в России. — М.: т-во «Печатня С. П. Яковлева», 1897. — 83 с.